# John Hall (Schriftsteller)

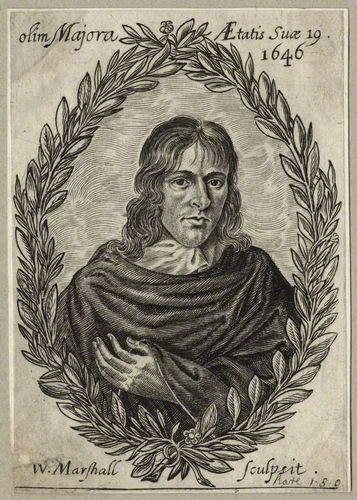
John Hall

John Hall (* 1627 in Durham; † 1656) war ein englischer Schriftsteller, politischer Pamphletist und Dichter.
Hall wurde am 20. August 1627 in Durham getauft, ging dort zur Schule und sollte 1640 ein Studium in Cambridge aufnehmen, was aber durch die unruhigen Zeiten im Vorfeld des Englischen Bürgerkrieges verhindert wurde. Stattdessen bildete er sich im Selbststudium weiter und besuchte erst ab 1646 das St John’s College in Cambridge. Im selben Jahr veröffentlichte er, ermutigt von seinem Lehrer John Pawson, den stark von Francis Bacons Essays beeinflussten Essayband Horae vacivae. Dieser Band war ein Erfolg, schaffte ihm neue Kontakte in Intellektuellenkreisen, etwa zu Samuel Hartlib, der ihm Kontakte zu Robert Boyle und zu John Milton vermittelte, den Hall lebenslang bewunderte. 1647 folgte ein Gedichtband, der Halls Ruhm bei seinen Zeitgenossen noch verstärkte. Hall wurde Fellow an seinem College, entschied sich aber dann für ein Jura-Studium am Gray’s Inn in London, das er im Juni 1647 aufnahm. Um dieselbe Zeit heiratete er, selbst mittellos, eine mittellose Frau, trotz des Widerstands beider Familien.
Hall war später besonders als Übersetzer tätig. So übersetzte er auf Wunsch Hartlibs Johann Valentin Andreaes Utopie A model of Christian Society (1647) und er versuchte sich auch an einer eigenen Utopie Leucenia, die jedoch verlorenging. Ebenfalls 1647 publizierte er ein politisches Pamphlet A true account and character of the times, das teilweise noch royalistische Tendenzen zeigt. Bald darauf vertrat er aber republikanische Ansichten, gründete 1648 die Zeitschrift Mercurius Britannicus und wurde ab 1649 offiziell von der Regierung Oliver Cromwells als politischer Pamphletist bezahlt. Er begleitete Cromwell 1650 auf dessen Feldzug in Schottland und veröffentlichte 1651 den politischen Traktat The Ground and Reasons of Monarchy und er schrieb gegen Bezahlung anonyme Pamphlete in politischen Auseinandersetzungen. 1649 assistierte er dem Generalstaatsanwalt in der Anklage gegen John Lilburne. Er verteidigte Cromwells Entmachtung des Parlaments und Übernahme des Lordprotektorats. Cromwells Zuwendungen für seine Pamphlete hielten bis 1655 an. Hall starb aus unbekannter Ursache, nachdem er sich im Jahr zuvor durch Reisen aufs Land und in seine Heimatstadt Durham von einer längeren Krankheit erholt hatte.
Da er sich wenig bewegte (in seiner Jugend hatte er sich ein Bein gebrochen), neigte er später zu Adipositas. Er legte wenig Wert auf Äußeres und hatte den Ruf, Atheist oder zumindest der Kirche gegenüber gleichgültig zu sein. Er besaß ein ausgezeichnetes Gedächtnis und konnte in hohem Tempo arbeiten, so soll er den Lusus series von Michael Maier zu mehr als der Hälfte an einem Nachmittag bei einem Glas Wein in einer Wirtschaft übersetzt haben, wie sein Biograph Davies in der postumen Ausgabe seiner Übersetzung des neuplatonischen Werks Hierocles upon the golden verses of Pythagoras schrieb. Nach Thomas Hobbes hätte er mehr vollbringen können, wenn ihn nicht Ausschweifung und Ungeduld davon abgehalten hätten, denn „niemals hätte jemand so große Werke in seinem Alter vollbracht.“